# Fabriciano González García
Fabriciano González García, Fabricio (Gijón, 1868-1950) fue un escritor asturiano.

## Biografía
Maestro, alumno de Leopoldo Alas "Clarín" en la carrera de Derecho. Colaboró en prensa y escribe poesía, tanto en asturiano como en castellano, autos sacramentales, zarzuelas... Usó a veces el pseudónimo de Miranda. En 1898, mientras era redactor jefe del periódico gijonés El Comercio, obtiene el cargo de Secretario del Ayuntamiento de Laviana, donde vivirá hasta la jubilación. De aquella, en palabras del propio Fabricio escribía “una tonelada de poesíes, artículos y cuentos en prosa”.
Cronista oficial de Gijón desde 1943 hasta su muerte, escribió numerosos artículos en prensa sobre cultura e historia playa, recuerdos, personajes (gran parte de ellos dedicados al prócer asturiano Jovellanos),...
Fue Fabricio activo promotor de una autonomía asturiana desde las páginas de El Regionalista Astur, fundado por él mismo en 1919, y del semanario regionalista Asturias (1934). La idea de autonomía que defendía Fabricio era muy amplia, y no sólo de las regiones sino también de los concejos, para los que pedía independencia fiscal y municipalización total de los servicios.
Con Fabricio y otros pocos interesados del Instituto Asturiano nace en Gijón también en 1919 la Real Academia Asturiana de las Artes y las Letras con los objetivos de “difusión y conservación de un Diccionario y de una Gramática bables y la creación de un teatro regional”. 
Defendió también la personalidad de la lengua asturiana, quejándose en una serie de artículos publicados en 1926 en El Comercio de que fuera precisamente en la Universidad de Oviedo donde el asturiano encontrara más detractores.
Tradujo al asturiano a autores como Campoamor, Heine, Curros Enríquez o Teócrito. Escribió una buena cantidad de obras teatrales que se representaron pero que no llegaron a publicarse. Poemas suyos se encuentran en gran número por publicaciones periódicas regionales y de Hispanoamérica, comúnmente con el título de Asturianaes.
De su obra poética, nada más se publicó en formato libro el volumen Munchu güeyu con la xente de casa (1925), que contiene más de cien sonetos donde el autor reseña todo tipo de personas, más o menos conocidas, incluido a él mismo  y el monólogo en prosa Un alcalde de montera.

## Obras
- Munchu güeyu con la xente de casa. Un alcalde de montera / Fabriciano González Fabricio. — Gijón : s.n., 1925.

- Rosina : cuento asturiano /Fabriciano González. — Gijón : [s.n.], 1943 (Compañía Asturiana de Artes Gráficas).  — Premiado en el concurso literario de Oviedo en el año de 1941.

- Poesías asturianas / Fabriciano González, “Fabricio” ; edición e introducción a cargo de Luciano Castañón. — Oviedo : Instituto de Estudios Asturianos, 1987.

- Poesíes sueltes : (1899-1932) / Fabriciano González "Fabricio" ; edción iguada por Xosé Luis Campal. - Uviéu : Academia de la Llingua Asturiana, 1999.